# Maoricicada campbelli
Maoricicada campbelli är en insektsart som först beskrevs av Myers 1923.  Maoricicada campbelli ingår i släktet Maoricicada och familjen cikador. Inga underarter finns listade i Catalogue of Life.